# Уютне (Слободзейський район)
Уютне (рос. Уютное; рум. Uiutnoe) — село в Слободзейському районі в Молдові (Придністров'ї). Входить до складу Фрунзенської сільської ради.
Переважна більшість населення, згідно перепису населення 2004 року — українці (60,9%).